# Rogla (smučarski center)
Rogla je eno pomembnejših slovenskih zimskošportnih središč, ki so ga odprli leta 1975. Leži na vrhu Zreškega Pohorja na 1517 m.n.m. v občini Zreče. Po skupni dolžini prog je sedmo največje smučišče v Sloveniji. Po številu smučarjev, čez 200 tisoč na sezono, pa zmeraj prvo ali drugo najbolj obiskano v državi. Center ponuja skupno 13,5 km urejenih smučarskih prog ter 24 km tekaških prog.
Olimpijski center Rogla je znan po višinskih pripravah, katerega so svoje priprave izbrale prominentne športne zvezde in ekipe iz različnih športov kot so Monika Seleš, Goran Ivanišević, Petra Majdič, Goran Dragić, Paris Saint-Germain, Panathinaikos F.C., Španska rokometna reprezentanca in Francoska rokometna reprezentanca.

## Zgodovina

### Prvi zametki turizma
Prvi zametki turizma na zreškem Pohorju segajo v obdobje pred II. svetovno vojno. Že leta 1928 so odprli nekaj kilometrov oddaljeno Kočo na Pesku, leta 1934 pa so postavili prvi leseni štiri stebrni razgledni stolp na najvišji točki Rogle, ki je bil visok približno 10 metrov. Oboje je bilo med drugo svetovno vojno požgano in uničeno. Leta 1952 so zgradili Staro kočo na Rogli, sprva namenjena pastirjem, ki pa je bila za planince in ostale turiste odprta šele leta 1956. S kočo je tedaj upravljalo Planinsko društvo Zreče, leta 1972 pa je njeno opravljanje prevzela delovna organizacija Unior, ko je bila stara koča v celoti prenovljena.
Leta 1956 so na mestu nekdanjega porušenega lesenega stolpa, zgradili nov jeklen razgledni stolp višine 30 metrov, ki stoji še danes, ob jasnem vremenu pa se vidi vse do Triglava. Ta je bil vse do leta 2015 najvišji razgledni stolp v Sloveniji.

### Prvo gostišče, prva proga z vlečnico
Nadaljnji razvoj turizma na zreškem Pohorju je tesno povezano s podjetjem Unior (kovaško industrijo). Leta 1974 je vodstvo podjetja naročilo študije za izgradnjo Rogle s smučišči in z vlečnicami. Takrat so tudi razširili in utrdili cesto do vrha, v zimskem času je Gozdno gospodarstvo Celje začelo plužiti sneg s ceste. Tako je bil omogočen hitrejši razvoj turizma na Rogli. Kmalu za tem sta bili zgrajeni smučišči Zlodejevo in Uniorček, ki sta nudili prevoz do 900 smučarjev na uro. 
Leto 1976 je bilo prelomno za razvoj turizma na zreškem Pohorju. Tega leta je bila na pobudo Uniorja naročena študija o danih možnostih za razvoj turizma na Rogli. Že naslednje leto je bil predložen dokončni osnutek, ki je bil osnova za izdelavo zazidalnega načrta za področje Rogle.

### Razvoj do današnje podobe
Koncept izgradnje turističnih objektov je zajemal enotno ponudbo in povezavo med objekti v Zrečah in na Rogli s kmečkim turizmom, kakor tudi povezavo z ostalimi turističnimi centri na Pohorju, predvsem s Kopami in z Ribniško kočo, pozneje pa tudi z Mariborskim Pohorjem. 
Na podlagi teh izhodišč je bil v letih 1978/79 zgrajen v Zrečah hotel Dobrava, prav tako pa so bila opravljena začetna dela za hotel Planja na Rogli. Hotel Planja je bil odprt leta 1980, istočasno pa je začela delovati tudi žičnica Mašinžaga. Pri tej investiciji so sodelovala vsa podjetja takratne konjiške občine, največji delež pa je nosilo podjetje Unior.
Leta 1981 je bil dograjen hotel Dobrava v Zrečah s 70 ležišči in 300 sedeži, letno kopališče ob hotelu ter nov nogometno-atletski stadion. Na Rogli je bil dograjen osnovni objekt hotel Planja z 89 posteljami, v katerega je bila vključena tudi stara planinska koča s 25 ležišči, z restavracijo, manjšim pokritim bazenom, s savno, solarijem, z depandanso Brinje s 100 ležišči, 5 bungalovov s 40 ležišči ter vikendi podjetij konjiške in celjske občine z okoli 300 ležišči. Obratovale so tudi naslednje smučarska naprave: vlečnice Zlodejevo, Mašinžaga, Ostruščica ter Uniorček. V slabih štirih letih so kapaciteto pripeljanih smučarjev na uro povečali za več kot petkrat. Urejenih je bilo tudi 20 km tekaških prog.
Leta 1983 so prenočitvene zmogljivosti na Rogli znašale: 116 ležišč v Jelki, 40 bungalovov z možnostjo najema s skupno 224 posteljami, dograjen pa je bil tudi prizidek hotelu Planja s 176 ležišči. 
Čeprav športni turizem dobiva svoj pravi pomen šele danes in je eden izmed najhitreje rastočih smeri v turizmu, so na Rogli že takrat začeli z izgradnjo športnih objektov za športnike in kondicijske treninge. Zgrajen je bil športni stadion na višini 1.500 m, ki je v Evropi prava redkost. Sredi osemdesetih je bilo dograjeno smučišče Jurgovo ter igrišča za tenis, košarko, rokomet in odbojko. Zgrajena je bila tudi večnamenska športna dvorana velikosti 2.500 m2.

### Danes
V začetku devetdesetih let dvajsetega stoletja je na Rogli bilo skupaj že 1.200 ležišč, smučarske naprave pa so lahko pripeljale že 12.200 smučarjev na uro. Leta 2000 so v Zrečah odprli nov hotel Dobrava s 160 novimi ležišči. Leta 2001 so po požaru v bazenskem kompleksu zdravilišča obnovili ter posodobili njihove zdraviliške zmožnosti. 12. decembra 2023 je bil na Rogli odprt športni Park Mašinžaga, ki bo deloval skozi vse leto.
Na Rogli je danes 1.500 ležišč, od tega 900 v upravljanju Unior d.d. program turizma. Smučarske naprave omogočajo prevoz 15.000 smučarjev na uro. Na voljo je 1000 parkirnih mest za osebna vozila. Leta 2023 so odprli novo 6-sedežnico Mašinžaga.

## Smučišče
| proga                     | Dolžina | Padec | Nivo |
| ------------------------- | ------- | ----- | ---- |
| Uniorček 1                | 300 m   | 43 m  |      |
| Uniorček 2                | 310 m   | 42 m  |      |
| Košuta                    | 730 m   | 122 m |      |
| Jasa 1 (ex Ostruščica 3)  | 500 m   | 140 m |      |
| Jasa 2                    | 550 m   | 140 m |      |
| Mašinžaga                 | 1100 m  | 171 m |      |
| Ostruščica 1              | 600 m   | 142 m |      |
| Ostruščica 2              | 620 m   | 142 m |      |
| Planja                    | 1294 m  | 153 m |      |
| Planja (levi rokav)       | 475 m   | 100 m |      |
| Jurgovo 1                 | 1320 m  | 359 m |      |
| Jurgovo 1 (desni rokav)   | 760 m   | 100 m |      |
| Jurgovo 2                 | 753 m   | 100 m |      |
| Jurgovo 3                 | 683 m   | 235 m |      |
| Jurgovo 3 (črna)          | 683 m   | 235 m |      |
| Jurgovo 3 do 1 (povezava) | 620 m   | 15 m  |      |

| Vlečnica     | Tip          |
| ------------ | ------------ |
| Planja       | 4-sedežnica  |
| Uniorček     | pokriti trak |
| Uniorček 1   | krogci       |
| Uniorček 2   | krogci       |
| Mašinžaga    | 6-sedežnica  |
| Ostruščica 1 | sidra        |
| Ostruščica 2 | sidra        |
| Jasa         | sidra        |
| Košuta       | sidra        |
| Jurgovo 1    | 4-sedežnica  |
| Jurgovo 2    | sidra        |
| Jurgovo 3    | krogci       |

## Število smučarjev
| Sezona  | Število smučarjev | Smučarski dnevi | Uvrstitev |
| ------- | ----------------- | --------------- | --------- |
| 2009/10 | 185,000           | 111             | —         |
| 2012/13 | 173,000           | 122             | —         |
| 2013/14 | 151,000           | 127             | 1         |
| 2014/15 | 177,000           | 118             | 1         |
| 2015/16 | 186,968           | 132             | 1         |
| 2016/17 | 188,528           | 120             | 1         |
| 2017/18 | 202,230           | 123             | 2         |
| 2018/19 | 209,617           | 126             | 2         |

## Svetovni pokal

### Smučarski teki
| Datum             | G | Tekmovanje   | Zmagovalec     | Drugi            | Tretji            |
| ----------------- | - | ------------ | -------------- | ---------------- | ----------------- |
| 19. december 2009 | M | Sprint KL    | Petter Northug | Tobias Angerer   | Jesper Modin      |
| 20. december 2009 | M | 30 km K Mass | Petter Northug | Alexander Legkov | Maxim Vylegzhanin |
| 17. december 2011 | M | Sprint PR    | Petter Northug | Dario Cologna    | Alexey Poltoranin |
| 18. december 2011 | M | 15 km K Mass | Petter Northug | Alexander Legkov | Maxim Vylegzhanin |

| Datum             | G | Tekmovanje   | Zmagovalka         | Druga             | Tretja             |
| ----------------- | - | ------------ | ------------------ | ----------------- | ------------------ |
| 19. december 2009 | L | Sprint KL    | Marit Bjørgen      | Justyna Kowalczyk | Petra Majdič       |
| 20. december 2009 | L | 15 km K Mass | Justyna Kowalczyk  | Marit Bjørgen     | Anna Haag          |
| 17. december 2011 | L | Sprint KL    | Justyna Kowalczyk  | Therese Johaug    | Vibeke Skofterud   |
| 18. december 2011 | L | 15 km K Mass | M. Caspersen Falla | Chandra Crawford  | Ida Ingemarsdotter |

### Deskanje na snegu
| Datum           | G | Tekmovanje  | Zmagovalec         | Drugi              | Tretji             |
| --------------- | - | ----------- | ------------------ | ------------------ | ------------------ |
| 8. februar 2013 | M | Paralel VSL | Roland Fischnaller | Žan Košir          | Sylvain Dufour     |
| 18. januar 2014 | M | Paralel VSL | Lukas Mathies      | Žan Košir          | Sylvain Dufour     |
| 31. januar 2015 | M | Paralel VSL | Vic Wild           | Mirko Felicetti    | Žan Košir          |
| 23. januar 2016 | M | Paralel VSL | Andrey Sobolev     | Radoslav Yankov    | Vic Wild           |
| 28. januar 2017 | M | Paralel VSL | Nevin Galmarini    | Radoslav Yankov    | Žan Košir          |
| 20. januar 2018 | M | Paralel VSL | A. Prommegger      | Edwin Coratti      | Benjamin Karl      |
| 21. januar 2018 | M | Paralel VSL | Benjamin Karl      | Radoslav Yankov    | Roland Fischnaller |
| 19. januar 2019 | M | Paralel VSL | Edwin Coratti      | Daniele Bagozza    | Rok Marguč         |
| 18. januar 2020 | M | Paralel VSL | Edwin Coratti      | Roland Fischnaller | Vic Wild           |

| Datum           | G | Tekmovanje  | Zmagovalka       | Druga               | Tretja           |
| --------------- | - | ----------- | ---------------- | ------------------- | ---------------- |
| 8. februar 2013 | L | Paralel VSL | Y. Tudegesheva   | Nicolien Sauerbreij | Claudia Riegler  |
| 18. januar 2014 | L | Paralel VSL | Ester Ledecká    | Tomoka Takeuchi     | Julia Dujmovits  |
| 31. januar 2015 | L | Paralel VSL | Marion Kreiner   | Ina Meschik         | Selina Jörg      |
| 23. januar 2016 | L | Paralel VSL | Ester Ledecká    | Marion Kreiner      | Y. Tudegesheva   |
| 28. januar 2017 | L | Paralel VSL | Ester Ledecká    | Carolin Langenhorst | Ina Meschik      |
| 20. januar 2018 | L | Paralel VSL | Ester Ledecká    | Claudia Riegler     | Julia Dujmovits  |
| 21. januar 2018 | L | Paralel VSL | R. T. Hofmeister | Sabine Schöffmann   | Alena Zavarzina  |
| 19. januar 2019 | L | Paralel VSL | Selina Jörg      | Natalia Soboleva    | Cheyenne Loch    |
| 18. januar 2020 | L | Paralel VSL | Ester Ledecká    | R. T. Hofmeister    | Natalia Soboleva |

## Izvor imena
Občnoimenski pomen slovenske besede rôglja je 'rogovilasto razvejano, navadno travnato gorsko sleme ali hrbet'. Beseda je izpeljana iz besede róg, iz njene izpeljanke rogovíla pa je tudi več krajevnih imen Rogovíla, ki prvotno označujejo križišče poti v obliki rogovile. V starih zapisih v letih 1763−1787 je današnje ime Rogla imenovano kot Vitenska Planina in Wittenska Planina.